# Federico Lombardi
Federico Lombardi, SJ (* 29. srpna 1942 Saluzzo) je italský jezuita, od roku 2006 ředitel tiskového střediska Svatého stolce. V létě 2016 podal rezignaci a papež František ji akceptoval. Úřad vedl do 1. srpna, kdy jej nahradil Greg Burke.

## Život
Roku 1960 vstoupil do Tovaryšstva Ježíšova. Když dokončil matematická studia, začal studovat v Německu teologii a v roce 1972 byl vysvěcen na kněze.
Dále pracoval v jezuitském časopise La Civiltà Cattolica.
V roce 1984 byl jmenován provinciálem jezuitů v Itálii a funkci vykonával až do roku 1990.
V roce 1990 se stal programovým ředitelem Vatikánského rozhlasu, od listopadu 2005 zároveň i generálním ředitelem. V letech 2001–2013 byl také generálním ředitelem CTV (Centro Televisivo Vaticano).
11. července 2006 jej papež Benedikt XVI. jmenoval ředitelem Tiskového střediska Svatého stolce, kde ve funkci nahradil Joaquína Navarro-Vallse.
Jeho strýcové byli Riccardo Lombardi, také jezuita a neúnavný rozhlasový reportér přezdívaný „Mikrofon Boží“, a právník Gabrio Lombardi. Jeho dědeček Luigi Lombardi byl senátorem.

## Ocenění
5. února 2007 získal Řád zásluh o Italskou republiku a 11. května 2010 Řád Kristův.